# Mord i Reykjavík
Mord i Reykjavík (engelsk titel Case, italiensk titel Il Caso, ungarnsk titel Gyilkosság Reykjavíkban) er en islandsk krimiserie bestående af 1 sæson med 9 episoder. Manuskriptforfatterne på serien er den islandske producer og forfatter Andri Óttarsson samt islandske forfatter Þorleifur Örn Arnarsson. Serien er instrueret af Baldvin Zophoníasson, der også var instruktør på den islandske serie Trapped. Producenterne bag serien er Ragnar Agnarsson (udøvende producent), Þórhallur Gunnarsson (udøvende producent), Jartan Þór Þórðarson (udøvende producent), Katrín Björgvinsdóttir (replikproducent) og Arnbjörg Hafliðadóttir (producent). Ydermere er musikken i serien produceret af Petur Jonsson.
Serien er en original Netflix-produktion og udkom i år 2015, der for første gang kunne ses i Island, den 18. Oktober samme år (udkom i Finland den 24. April 2017 og på internettet i både Italien og Tyskland, i december 2018). Eftersom der er tale om en krimigenre anbefales der på Netflix.com, at aldersgrænsen for serien er +16. Serien behandler nogle ubehagelige emner såsom stof- og alkoholmisbrug, prostitution og alfonser, og hvordan disse kan have betydning for uskyldige mennesker. Serien er derfor også med til at advare mod voldelige mennesker samt situationer.
Serien blev blandt andet nomineret til priserne Television Drama/Comedy of the Year og Screenplay of the Year ved Edda Awards, Iceland i år 2016, dog lykkedes det ikke serien at vinde prisen for disse kategorier. Yderligere var seriens kvindelige hovedrolle Gabríela (Steinunn Ólína Þorsteinsdóttir) nomineret til prisen Actress of the Year, og den kvindelige birolle Hanna (Birna Rún Eiríksdóttir ) var nomineret til Supporting Actress of the Year, og det lykkedes begge at gå hjem med prisen.
Mord i Reykjavík omhandler efterforsker Gabríela samt advokaterne Logi og Brynhildurs efterforskning af teenagerpigen Láras tilsyneladende selvmord. Igennem seriens 9 episoder optræder flere mistænkte i sagen om Láras selvmord, såsom dealeren Þór, den fordrukne advokat Logi, Láras adoptivfader Jónas, Egill (Láras tidligere kæreste), medarbejderen Júlíus (der sender sexvideoer rundt på skolen af de unge piger).

## Handling
Den unge teenager Lára bliver fundet hængt i den lokale teatersal, af efterforskeren Gabríela. Det hele tyder på, at der er tale om selvmord, men Gabríela er sikker på, at der ligger mere til grunde for dette, og derfor begynder hun, efter politidirektøren lukker sagen, at undersøge denne i samarbejde med advokaterne Logi og Brynhildur. De alle tre er interesserede i at finde frem til grunden for Láras død, da alt peger i retningen af, at der ikke er tale om et selvmord uden en dertilhørende grund. Under denne efterforskning bliver Gabríela udfordret af sin kollega og arbejdspartner Högni, der har svært ved at gøre sig klog på Gabríela som person. Ydermere præsenterer serien adoptivforældrene samt de biologiske forældres forskellige måde at håndtere tabet af deres datter på.
Mord i Reykjavík introducerer seeren for en del ubehagelige emner; to unge fyre, der sender sexvideoer ud af de unge piger fra skolen. Et par adoptivforældre man som seer ikke helt kan gøre sig kloge på. Nogle yngre mænd, der gør unge piger afhængige af stoffer, for at kunne sælge dem som prostituerede til ældre mænd. En danselære, der forventer så meget af sine elever, at han både giver dem stoffer og decideret mobber dem, for at få dem til at yde bedre, og til sidst en advokat med så alvorligt et alkoholmisbrug, at han er selvdestruerende.

Hvem er gerningsmanden?
Meget typisk for Nordic Noir-genren er, at gerningsmanden gerne skal være skjult, og dermed aktiveres seeren til at gætte med i efterforskningen. Også dette er gældende for Mord i Reykjavík. Undervejs i de 9 episoder er flere af karaktererne i søgelyset. Både Láras bedste veninde Elfa og ekskæreste Egill samt ungdomsklubmedarbejderen Júlíus aftaler, at de ikke vil fortælle sandheden til politiet. Danselæreren Bernedetto kommer i søgelyset, da det bliver fortalt af én af hans elever, at han giver pigerne antibiotika og låser dem inde i et kælderrum, såfremt de ikke præsterer. Ilmur og Logi finder personlige oplysninger om Jónas, og ser på en overvågningsvideo, at han var omkring teateret den aften Lára døde. Þór, dealeren, tager billeder af de unge piger og lægger dem online. Han fortæller også i 6. Episode, at han kørte Lára til teateret den aften, da han var blevet dette beordret af en mand, der havde kontaktet ham på nettet. Denne mand havde bedt Þór skaffe nogle unge, narkotikaafhængige piger som ingen ville savne. I samme episode tager advokatchefen Benedikt ud til Þórs hus og her viser det sig at være ham, der hentede Lára ved teateret. Benedikt sørger for, at Þór ikke kan sladre… Også Logi bliver mistænkt både i sagen om Lára og mordet på Þór, da politiet tror, at han har slået ihjel for at dække over sine egne lyster om unge piger, narkotika og sprut.

## Medvirkende
Hovedpersoner:

Gabríela, efterforsker: Steinunn Ólína Þorsteinsdóttir (9 episoder)

Logi, advokat: Magnús Jónsson (9 episoder)

Brynhildur, advokat: Jóhanna Vigdís Arnardóttir (9 episoder)

Hanna, Láras søster: Birna Rún Eiríksdóttir (9 episoder)

Jónas, adoptivfar: Bergur Þór Ingólfsson (9 episoder)

Benedikt, advokatchefen: Arnar Jónsson (8 episoder)

Þór, dealer: Björn Stefánsson (7 episoder)

Udvalgte bipersoner:

Ilmur, Logis kæreste: Elma Stefania Agustsdottir (9 episoder)

Högni, efterforsker, Gabríelas kollega: Þorsteinn Bachmann (9 episoder)

Guðný, adoptivmor: Halldóra Geirharðsdóttir (9 episoder)

Tóti, Lára og Hannas biologiske far: Davíð Freyr Þórunnarson (8 episoder)

Soffía, Lára og Hannas biologiske mor: Nína Dögg Filippusdóttir (7 episoder)

Lára, datter til Jónas og Guðný: Ólöf Ragna Árnadóttir (6 episoder)

Benedetto, underviseren I ballet: Dofri Hermannsson (6 episoder)

Elfa Dögg, Láras bedste veninde: Elín Sif Halldórsdóttir (5 episoder)

Júlíus, ungdomsklubmedarbejderen og ham, der sender sexvideoer af unge piger rundt på skolen: Sigurður Þór Óskarsson (4 episoder)

## Modtagelse
Serien Mord i Reykjavík har en rating på 7,2/10 på IMDB 
Ud af de 1438 IMDB-brugere, der har afgivet deres stemme, har 1294 af disse stemt serien til at ligge på 6/10, altså over middel.
Ved Edda Awards 2016 på Island var serien nomineret til hele 8 priser; Anar Jónsson (Benedikt) i kategorien Supporting Actor of the Year, Halldóra Geirharðsdóttir (Guðný )i kategorien Supporting Actress of the Year, forfatterparret Andri Óttarsson og Þorleifur Örn Arnarsson i kategorien Screenplay of the Year, Eva Vala Guðjónsdóttir i kategorien Best Costume Design og Sveinn Viðar Hjartarson i kategorien Best Set Design. Ydermere var serien nomineret i kategorien Television Drama/Comedy of the Year. Dog vandt Mord i Reykjavík ikke nogle af disse priser, men til gengæld kunne Steinunn Ólína Þorsteinsdóttir (Gabríela) tage prisen I kategorien Actress of the Year og Birna Rún Eiríksdóttir (Hanna) vandt prisen Supporting Actress of the Year  .
Seriens islandske tale kan gøre, at serien bliver mødt med fordomme. Nogle af de skrevne anmeldelser siger netop, at sproget var det der i første omgang afholdt dem fra, at se serien, men efterhånden som episoderne skred frem, blev dette mindre og mindre fyldestgørende, for den ellers gode krimiserie. Freelancejournalist og forfatter Thomas Brunstrøm har skrevet en artikel på Heartbeats (17/06/18) om de mest oversete Netflix-serier, hvor Mord i Reykjavík bliver nævnt i forlængelse af den islandske serie Trapped . Han udtaler yderligere i sin artikel Giv islandsk filmkunst en chance (30/10-16): ”I det hele taget har Island meget mere at byde på end Björk, skyr og et elskeligt fodboldlandshold med ualmindeligt flotte fuldskæg". Derfor er det værd at bryde barrieren for det islandske sprog og dermed give blandt andet de islandske krimiserier en fair chance.